# Cycas couttsiana
Cycas couttsiana — вид голонасінних рослин класу саговникоподібні (Cycadopsida).
Етимологія: вшанування Пета і Девіда Котсів (англ. Pat & David Coutts), ентузіастів саговникових Таунсвіля.

## Опис
Стебла деревовиді, 3(7) м заввишки, 14–20 см діаметром у вузькому місці. Листки сині, тьмяні, довжиною 100–130 см. Пилкові шишки яйцевиді, помаранчеві, довжиною 15–20 см, 7–9 см діаметром. Мегаспорофіли 16–26 см завдовжки, сіро-повстяні. Насіння плоске, яйцевиде, 35–46 мм завдовжки, 28–38 мм завширшки; саркотеста оранжево-коричнева, сильно вкрита нальотом, 3–4 мм завтовшки.

## Поширення, екологія
Країни поширення: Австралія (Квінсленд). Трапляється так високо, як 700 м над рівнем моря. Цей вид зустрічається у відкритих трав'янистих рідколіссях на червоних піщаних суглинках, отриманих з базальту або долеритів, на від плоских до крутих схилів. У деяких районах С. couttsiana є панівною рослиною.

## Загрози та охорона
Популяції, здається, досить безпечні, з невеликим свідченням занепаду.

## Систематика
В деяких джерелах розглядається як синонім Cycas angulata R.Br.